# Francisco Neto de Carvalho
Francisco Pereira Neto de Carvalho GCC (Soure, 22 de junho de 1921 - Lapa, 15 de junho de 2017) foi um jurista, professor e político português. Nascido no seio de uma família abastada com origens fidalgas da região centro de Portugal, durante várias décadas desempenhou cargos de alto funcionário público no governo português. Neto de Carvalho faleceu em 15 de Junho de 2017, na sua residência da Lapa, Lisboa.

## Biografia
Licenciado em Direito pela Faculdade de Direito da Universidade de Coimbra, em 1943, tendo sido assistente na disciplina de Economia e Finanças. Ingressou na carreira diplomática, em 1948, tendo desempenhado as funções de Cônsul de Portugal em Cardiff. Foi Ajudante do Procurador-Geral da República, e  Auditor Jurídico junto da Presidência do Conselho de Ministros, em 1955. Desempenhou o cargo de Diretor-Geral do Trabalho e Secretário-Geral do mesmo Ministério, desde 1958, tendo sido representante de Portugal no Comité da Mão-de-Obra da OCDE, em Paris. Assumiu a pasta de Ministro da Saúde e Assistência, entre 1963 e 1968. Foi ainda Diretor do Instituto de Estudos Sociais, a que viria a suceder o ISCTE. Foi Presidente do Conselho de Administração e da Comissão Executiva da CP, Companhia dos Caminhos de Ferro Portugueses. A 19 de Dezembro de 1966 foi agraciado com a Grã-Cruz da Ordem Militar de Nosso Senhor Jesus Cristo. Desde 1974, foi vogal permanente do Conselho Superior de Acção Social, Diretor do Gabinete de Relações Internacionais do Ministério dos Assuntos Sociais, representante de Portugal no Comité Diretivo para os Assuntos Sociais do Conselho da Europa. Em 1980, foi ainda Professor Convidado da Universidade Livre, em Lisboa. Desempenhou funções como Juiz-Conselheiro do Tribunal de Contas, entre 1983 e 1991, momento este  do seu jubileu. Em 1991, foi ainda Professor Catedrático convidado de Filosofia do Direito, na Universidade Internacional, em Lisboa.[carece de fontes?]

## Vida pessoal
Casado em Fátima a 22 Dezembro de 1951, com Maria Adelina Soares Franco, nascida no Palácio dos Carrancas na cidade do Porto em 1923 e descendente de algumas das mais antigas e nobres famílias de Portugal, prima em segundo grau do músico guitarrista, Fernando Gui de São-Payo de Sousa e Alvim, e licenciada em Ciências Histórico-Filosóficas na Universidade de Coimbra.[carece de fontes?]
Foi pai de cinco filhos.[carece de fontes?]

## Condecorações
- Grã-Cruz da Ordem Militar de Cristo [carece de fontes?]
- Grã-Cruz do Cruzeiro do Sul [carece de fontes?]

## Publicou os seguintes livros
- Problemas da Saúde e Assistência, Direção-Geral dos Hospitais, Lisboa, 1964;
- Pressupostos e Dificuldades da Acção Política, Dom Quixote, 1986;
- O Homem, ponta de lança do Universo, Almedina, 1977;
- Direito, Biologia e Sociedades em rápida transformação, Almedina, 1992;
- A pergunta da Inês – As raízes do Bem e do Mal, Principia, 1999;
- Do Estado Novo à Democracia – Memórias e Reflexões, Gradiva, 2019.